# 547705 Paálgyörgy
547705 Paálgyörgy è un asteroide della fascia principale. Scoperto nel 2010, presenta un'orbita caratterizzata da un semiasse maggiore pari a 2,7412213 au e da un'eccentricità di 0,0361985, inclinata di 4,91642° rispetto all'eclittica.